# فوشا كوسوفا
فوشا كوسوفا (بالألبانية: Fushë Kosovë)‏، هي مدينة تقع في مقاطعة بريشتينا في وسط كوسوفو. وفقًا لتعداد عام 2011، بلغ عدد سكان المدينة 12,919 نسمة، والعدد الإجمالي لسكان بلدية فوشا كوسوفا 33,977 نسمة.

## الجغرافيا
تقع المدينة في وسط كوسوفو، على بعد حوالي 8 كيلومتر (5.0 ميل) جنوب غرب العاصمة بريشتينا.

## التاريخ
ترجع تسمية المدينة باسم فوشا كوسوفا إلى اسم ميدان كوسوفو في معركة كوسوفو عام 1389. تأسست مُستوطنة فوشا كوسوفا في عام 1921 خلال حقبة حكم مملكة يوغوسلافيا (انظر استعمار كوسوفو ).

## الاقتصاد
يُوجد في المدينة منجمين لاستخراج المغنيسيوم هُما : غوليس وستريزوفتشي.

## التركيبة السكانية
وفقًا لآخر تعداد رسمي تم في عام 2011، يبلغ عدد سكان بلدية فوشا كوسوفا 34,827 نسمة.أما التقديرات السكانية التي قامت بها وكالة كوسوفو للإحصاء في عام 2016، فحددت عدد سكان البلدية في 37.591 نسمة.

### المجموعات العرقية
التكوين العرقي للبلدية هو على الشكل التالي :
| التكوين العرقي، بما في ذلك النازحين | التكوين العرقي، بما في ذلك النازحين | التكوين العرقي، بما في ذلك النازحين | التكوين العرقي، بما في ذلك النازحين | التكوين العرقي، بما في ذلك النازحين | التكوين العرقي، بما في ذلك النازحين | التكوين العرقي، بما في ذلك النازحين | التكوين العرقي، بما في ذلك النازحين | التكوين العرقي، بما في ذلك النازحين | التكوين العرقي، بما في ذلك النازحين | التكوين العرقي، بما في ذلك النازحين | التكوين العرقي، بما في ذلك النازحين |
| السنة                               | الألبان                             | ٪                                   | الصرب                               | ٪                                   | الأشكالي                            | ٪                                   | الغجر                               | ٪                                   | عرقيات أخرى                         | ٪                                   | المجموع                             |
| ----------------------------------- | ----------------------------------- | ----------------------------------- | ----------------------------------- | ----------------------------------- | ----------------------------------- | ----------------------------------- | ----------------------------------- | ----------------------------------- | ----------------------------------- | ----------------------------------- | ----------------------------------- |
| 1991                                | 20142                               | 56.6                                | 8445                                | 23.7                                |                                     |                                     |                                     |                                     | 6983                                | 19.6                                | 35570                               |
| 1998                                | 23600                               | 59                                  | 9،600                               | 24                                  |                                     |                                     |                                     |                                     |                                     |                                     | 40،000                              |
| يونيو 2000                          | 34000                               | 84                                  | 4،000                               | 10                                  | 2600                                | 6.4                                 | 300                                 | 0.7                                 | 60                                  | 0.14                                | 40،500                              |
| أبريل 2002                          | 34000                               | 85                                  | 3239                                | 8                                   | 2،259                               | 5.6                                 | 388                                 | 1                                   | 21                                  | 0.05                                | 40،000                              |
| 2011                                | 30275                               | 86.9                                | 321                                 | 0.9                                 | 3،230                               | 9.3                                 | 436                                 | 1،3                                 | 565                                 | 1.6                                 | 34827                               |